# Подозреваемый (фильм, 2013)
«Подозреваемый» (кор. 용의자, нр. Yonguija, англ. The Suspect) — южнокорейский боевик 2013 года режиссёра Вон Син Ёна. Северокорейский шпион, оказавшись покинутым своей страной, оседает в Южной Корее. Вскоре он становится главным подозреваемым в деле об убийстве генерального директора крупной корпорации. Теперь подозреваемому нужно докопаться до правды.

## Сюжет
Чи Дон Чхоль был когда-то одним из агентов войск особого назначения в Северной Корее, но после изменения политической системы был оставлен своим правительством, пока находился на задании. Он пускается в бега, ищет свою жену и дочь, которые были проданы в качестве рабов в Китай, только для того, чтобы найти их трупы. Когда он узнаёт, что бывший коллега стоял за их смертями, Дон Чхоль начинает вендетту, и дезертирует на Юг в погоне за убийцей своей семьи. Сейчас, живя инкогнито, он ищет возмездия в течение дня, а ночью работает личным шофёром председателя совета директоров Пака, исполнительного директора, связанного с Пхеньяном. Однажды ночью Пака атакует и убивает наёмный убийца, но председатель успевает передать Дон Чхолю особую пару очков. Южнокорейская разведка, представитель которой обвиняет Дон Чхоля в убийстве, выходит на охоту на бывшего шпиона, окружённого со всех сторон. Охоту на человека возглавляет Мин Се Хун, полковник и строевой сержант, с которым у Дон Чхоля общее прошлое, и Ким Сок Хо, директор NIS. С помощью дерзкого режиссёра-документалиста Дон Чхоль снова отправляется в бега, пытаясь восстановить сверхсекретные материалы, на поиски которых направил его умирающий босс.

## В ролях

### В главных ролях
- Кон Ю — Чи Дон Чхоль
- Пак Хи Сун — Мин Се Хун
- Чо Сон Ха — Ким Сок Хо
- Ю Да Ин — Чхве Гён Хи
- Ким Сон Гюн — Ли Гван Джо
- Чо Джэ Юн — капитан Чо

### Второстепенный состав
- Пак Чи Иль — исполнительный директор Сон
- Ким Мин Джэ — репортер Чу
- Ким Ый Сон — заместитель начальника отдела Син
- Вон Пхун Ён — подчиненный Ким Сок Хо
- Вон Джин — SA1
- Сон Джэ Рим — профессор Ким (SA2)
- Чхве Джон Нёль — дворецкий Мун
- Нам Бо Ра — жена Чи Дон Чхоля
- Ли На Ын — жена Ли Гван Джо
- Сон Джэ Хо — президент «Haejoo Group» Пак Кон Хо
- Ки Джу Бон — коронер
- Чо Сок Хён — полковник Чой
- Ли Ён Джик — бородатый незнакомец
- Чхве Тхэ Хван — таинственная жертва
- Ли Дон Джин — скиталец с Севера

## Производство

### Кастинг
Первоначально главную роль должен был исполнить Юн Ге Сан, но он покинул проект после того, как его покинул Чхве Мин Сик.
В итоге главная роль досталась Кон Ю. Чтобы достичь правильного телосложения для роли, актёр сел на специальную трёхмесячную диету. Также он обучался Системе РОСС для боевых сцен в фильме, и выполнял трюки без помощи каскадёров.

### Съёмки
Съёмки продолжались 9 месяцев, начиная с сентября 2012 года по 2 июня 2013 года. В апреле 2013 съёмки проходили в Пуэрто-Рико.

## Релиз
Фильм вышел на экраны в Южной Корее 24 декабря 2013 года. Его посмотрело свыше 4 миллионов человек, что является хорошим показателем.
Права на показ были проданы в США, Японию, Гонконг, Тайвань, Индию, Ближний Восток и немецкоговорящие страны.

## Саундтрек
| №                   | Название                        | Артист                                       | Длительность |
| ------------------- | ------------------------------- | -------------------------------------------- | ------------ |
| 1.                  | «A Suspect»                     | Kim Jun Seong                                | 5:56         |
| 2.                  | «Han River Bridge»              | Kim Jun Seong (with Go Ye Jin)               | 1:14         |
| 3.                  | «Night Of Seoul»                | Kim Jun Seong                                | 1:35         |
| 4.                  | «False Charge»                  | Kim Jun Seong (with Kim Ji Soo)              | 4:44         |
| 5.                  | «Ji Dong-cheol»                 | Kim Jun Seong (with Na Yoon Sik)             | 5:42         |
| 6.                  | «Cargo Boat»                    | Kim Jun Seong                                | 3:19         |
| 7.                  | «Related File Of Ji Dong-cheol» | Kim Jun Seong (with Na Yoon Sik, Kim Ji Soo) | 4:25         |
| 8.                  | «Floating Dust»                 | Kim Jun Seong                                | 1:06         |
| 9.                  | «Motive For A Incident»         | Na Yoon Sik                                  | 3:16         |
| 10.                 | «Contact»                       | Kim Jun Seong (with Na Yoon Sik)             | 5:00         |
| 11.                 | «Chase»                         | Kim Jun Seong (with Go Ye Jin, Kim Ji Soo)   | 4:59         |
| 12.                 | «Secret Of Glasses»             | Kim Jun Seong (with Na Yoon Sik)             | 2:13         |
| 13.                 | «After 10 Seconds…»             | Kim Jun Seong (with Go Ye Jin, Kim Ji Soo)   | 3:22         |
| 14.                 | «Leegwangjoe's Death»           | Kim Jun Seong                                | 2:23         |
| 15.                 | «The Last Chase»                | Kim Jun Seong (with Na Yoon Sik)             | 6:25         |
| 16.                 | «Car Crash»                     | Na Yoon Sik                                  | 1:21         |
| 17.                 | «Dong-cheol's Revenge»          | Kim Jun Seong (with Go Ye Jin, Na Yoon Sik)  | 3:15         |
| 18.                 | «Gimsiljang's Death»            | Kim Jun Seong (with Go Ye Jin)               | 2:27         |
| 19.                 | «Say Thank You»                 | Kim Jun Seong                                | 2:30         |
| 20.                 | «Gone A Urban»                  | Kim Jun Seong                                | 3:23         |
| 21.                 | «Wheat Field»                   | Kim Jun Seong                                | 2:14         |
| Общая длительность: | Общая длительность:             | Общая длительность:                          | 1:10:49      |

## Награды
| Год  | Награда                                   | Категория                        | Получатель      | Результат |
| ---- | ----------------------------------------- | -------------------------------- | --------------- | --------- |
| 2013 | Chunsa Film Art Awards                    | Лучший актёр                     | Гон Ю           | Номинация |
| 2013 | Baeksang Arts Awards                      | Лучший актёр второго плана       | Чо Сон Ха       | Номинация |
| 2013 | Korean Association of Film Critics Awards | Топ 10 от кинокритиков           | «Подозреваемый» | Победа    |
| 2013 | Korea Culture and Entertainment Awards    | Высочайшее мастерство, киноактёр | Гон Ю           | Победа    |